# Трір
Трір (нім. Trier) — місто у Німеччині, землі Рейнланд-Пфальц, «Північний Рим». Найстаріше місто країни, засноване у 16 році до н. е. на берегах річки Мозель, неподалік від Люксембургу, за часів правління Октавіана Августа.

## Історія
Gesta Treverorum стверджує, що місто заснував за 16 століть до нашої ери ассирійський принц Требета. Це сталося на багато століть раніше від заснування Рима. Римляни підкорили навколишні землі своїй імперії в першому столітті й у 30-му році встановили свою колонію Августа Треверорум (лат. Augusta Treverorum, досл. «благородне місто Тревері»). Ймовірно, в назві віддзеркалений титул августа, який мав тодішній принцепс Октавіан Август.
Пізніше місто стало столицею римської провінції Галлія Бельгіка. Від того часу в архітектурі міста збереглися Чорні ворота (Porta Nigra). Трір був резиденцією імператорів Західної Римської імперії. Тут народився святий Амвросій. Римляни покинули місто напризволяще перед навалою германців у 395 році.
459 року місто зайняли франки. У 870 воно стало частиною Східного Франкського королівства, з якого виросла Священна Римська імперія. Мощі святого Матвія приваблювали у Трір численні паломництва. Трірські єпископи здобули дуже великий вплив, а Трірське архієпископство стало одним із електоратів Імперії й входило до числа наймогутніших її регіонів. 1473 року в місті з'явився університет.
У 17 ст. архієпископи та принци-електори Тріра перенесли свої резиденції в замок Філіппсбург в Еренбрайтштайні, що неподалік від Кобленца. 1512 року в Трірі відбулося засідання рейхстагу, на якому була проведена демаркація Імперського кола.
Протягом 17—18 ст. на Трір претендувала Франція, що призвело до вторгнень під час Тридцятирічної війни, війни великого альянсу, війни за іспанський спадок, війни за польський спадок. Врешті-решт, у 1794 році, в ході революційних воєн, Франція добилася успіху і виборче архієпископство було скасовано. Після наполеонівських війн, які закінчилися в 1815, Трір відійшов до Прусського королівства. 1818 року в місті народився Карл Маркс.

## Географія

### Населення
Населення міста становить 110 674 осіб (станом на 31 грудня 2020).

### Адміністративний поділ міста
Трір поділяється на 19 районів:
- Трір-Центральный
- Трір-Північний
- Трір-Південний
- Трір-Еранг/Квінт
- Трір-Пфальцель
- Трір-Бівер
- Трір-Рувер/Айтельсбах
- Трір-Західний/Палліен
- Трір-Ойрен
- Трір-Цевен
- Трір-Олевіг
- Трір-Кюренц
- Трір-Тарфорст
- Трір-Фільш
- Трір-Ірш
- Трір-Керншайд
- Трір-Файен/Вайсмарк
- Трір-Гайліґкройц
- Трір-Маріягоф

## Спорт
У місті базується футбольна команда «Айнтрахт», найвищим досягненням якої були виступи у Другій Бундеслізі у 1976—1981 та 2002—2005 роках, а також півфінал національного кубка 1988 року.

## Пам'ятки та музеї
Визнаним символом міста є Порта Нігра — найбільші давньоримські міські ворота на північ від Альп та найкраще збережені серед таких воріт у Німеччині.
- У місті зберігся амфітеатр, найстаріший у Німеччині міст і найбільші на північ від Альп давньоримські терми.
- Інші міські терми  — Імператорські, які ніколи не було завершено, за планом мали бути ще вищими за терми Варвари.

- Державний музей Рейнської області.
- Музей при Трірському соборі.
- Будинок К.Маркса.
- Міський музей Симеонштіф.
- Трірський музей іграшок.
- Виборчий палац.

## Релігійні споруди
- Трірський кафедральний собор.
- Монастир у соборі Святого Петра
- Церква Богоматері в Трірі.
- Базиліка Костянтина.
- Базиліка Святого Петра.
- Православна церква Св. Георга.
- Церква Св. Гангольфа.
- Базиліка Святого Павла.
- Церква валлійських черниць.
- Церква Св. Гангольфа.
- Абатство Святого Матяша.
- Трірське абатство святого Максиміна

## Галерея

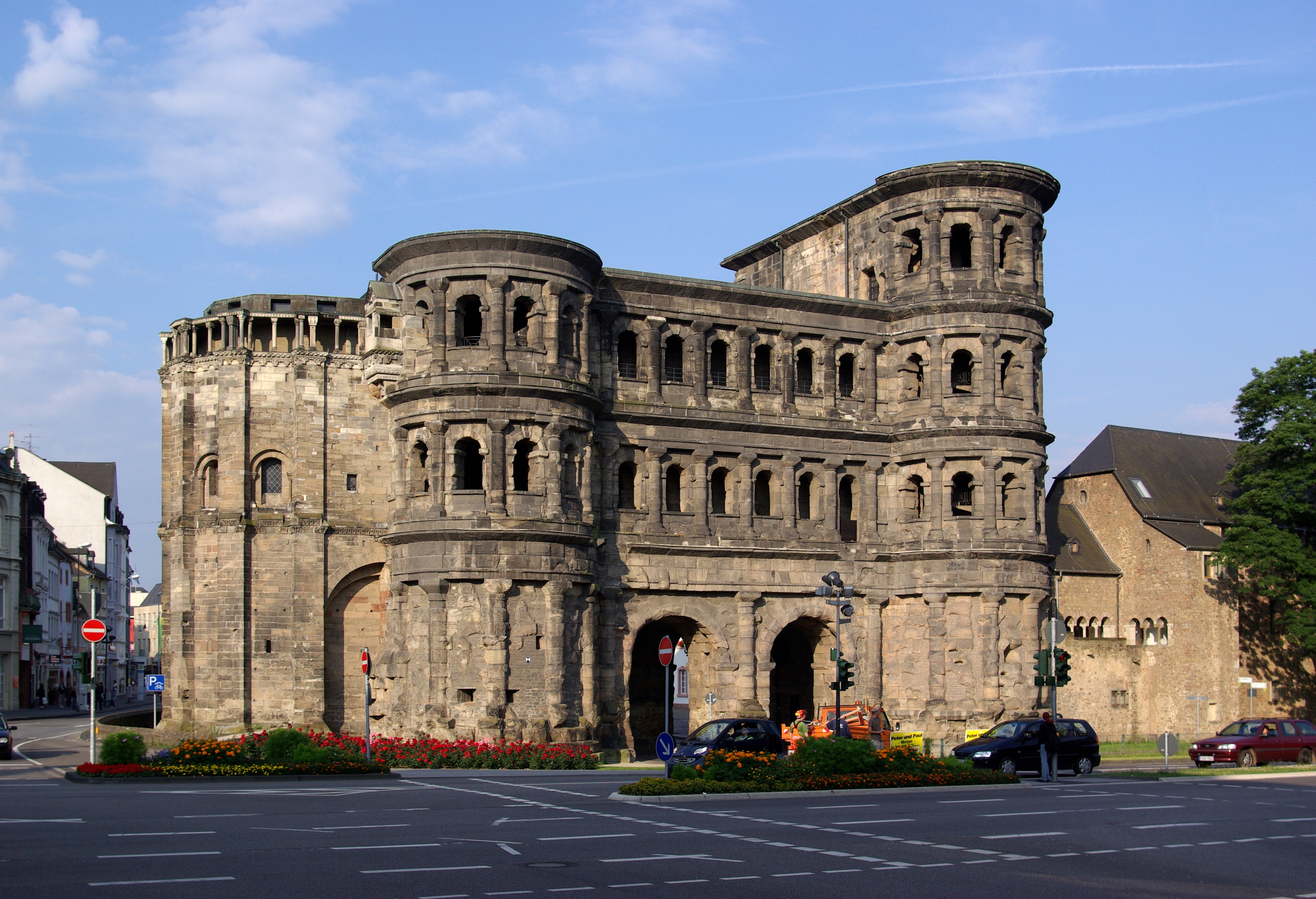
Порта Нігра
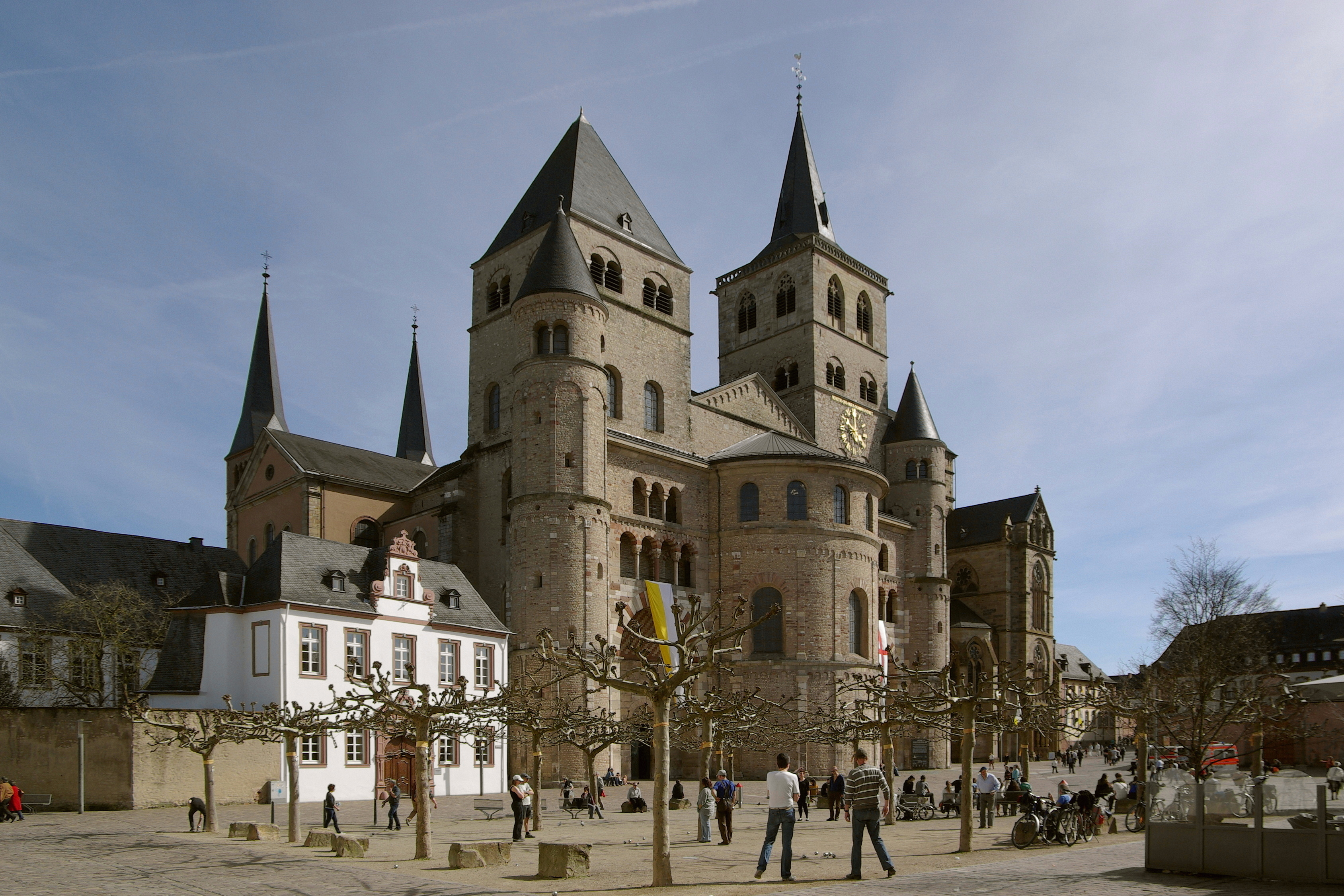
Трірський кафедральний собор
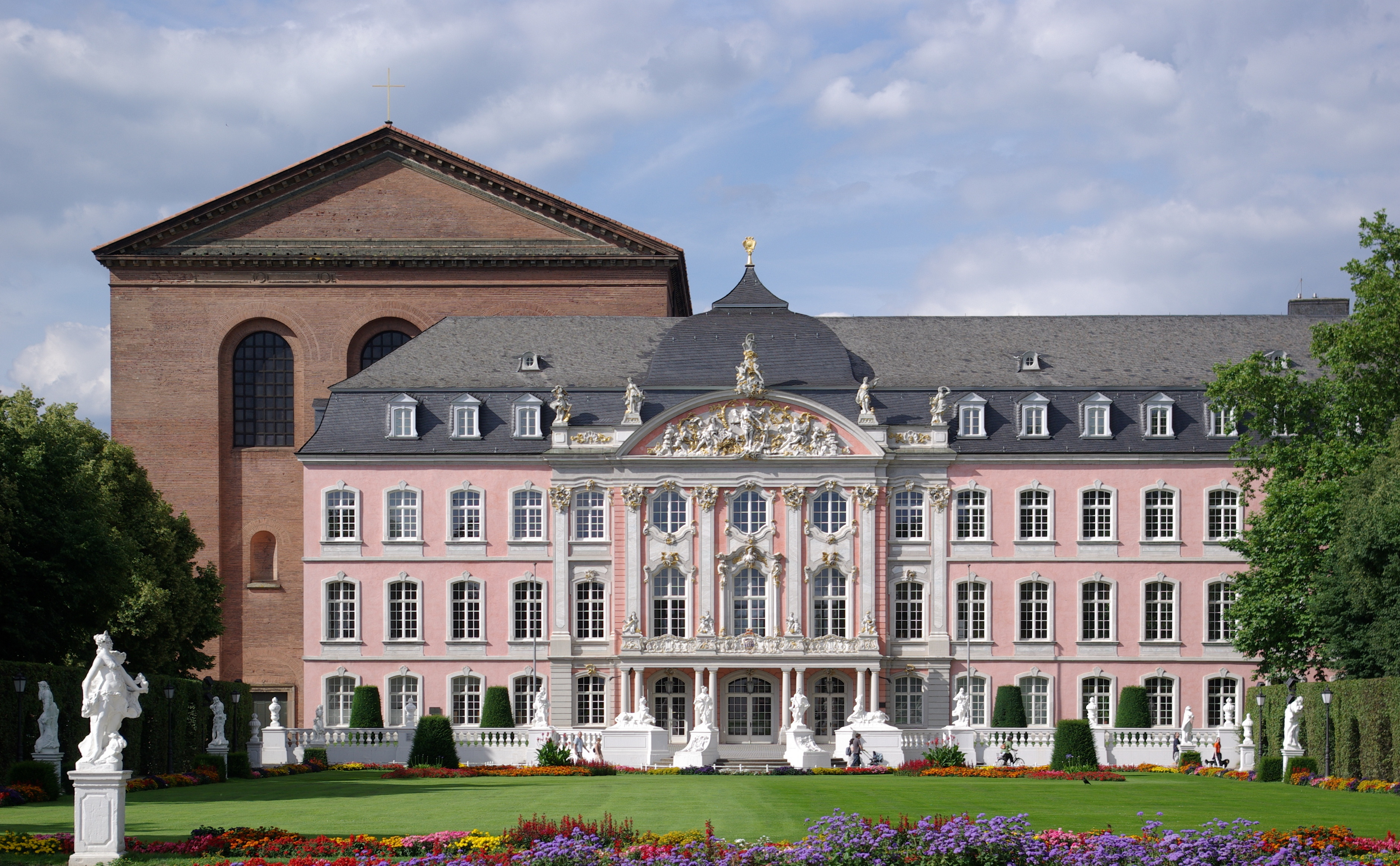
Трірський палац
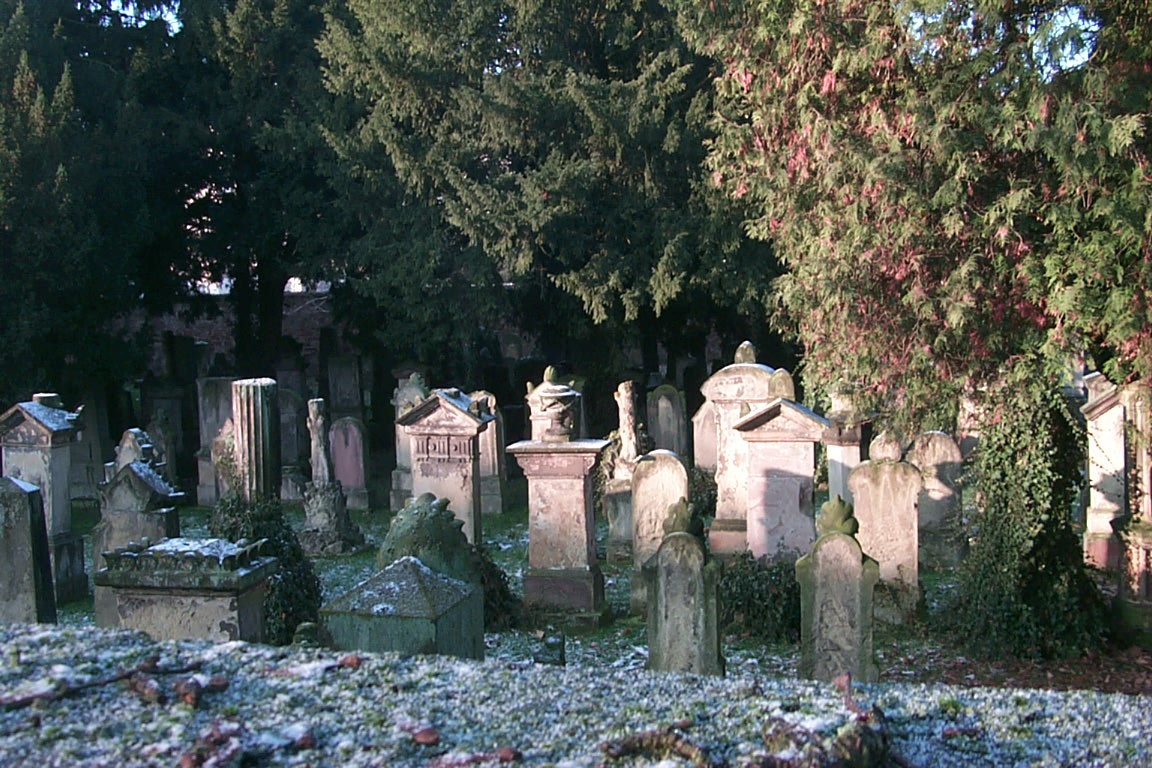
Старий єврейський цвинтар
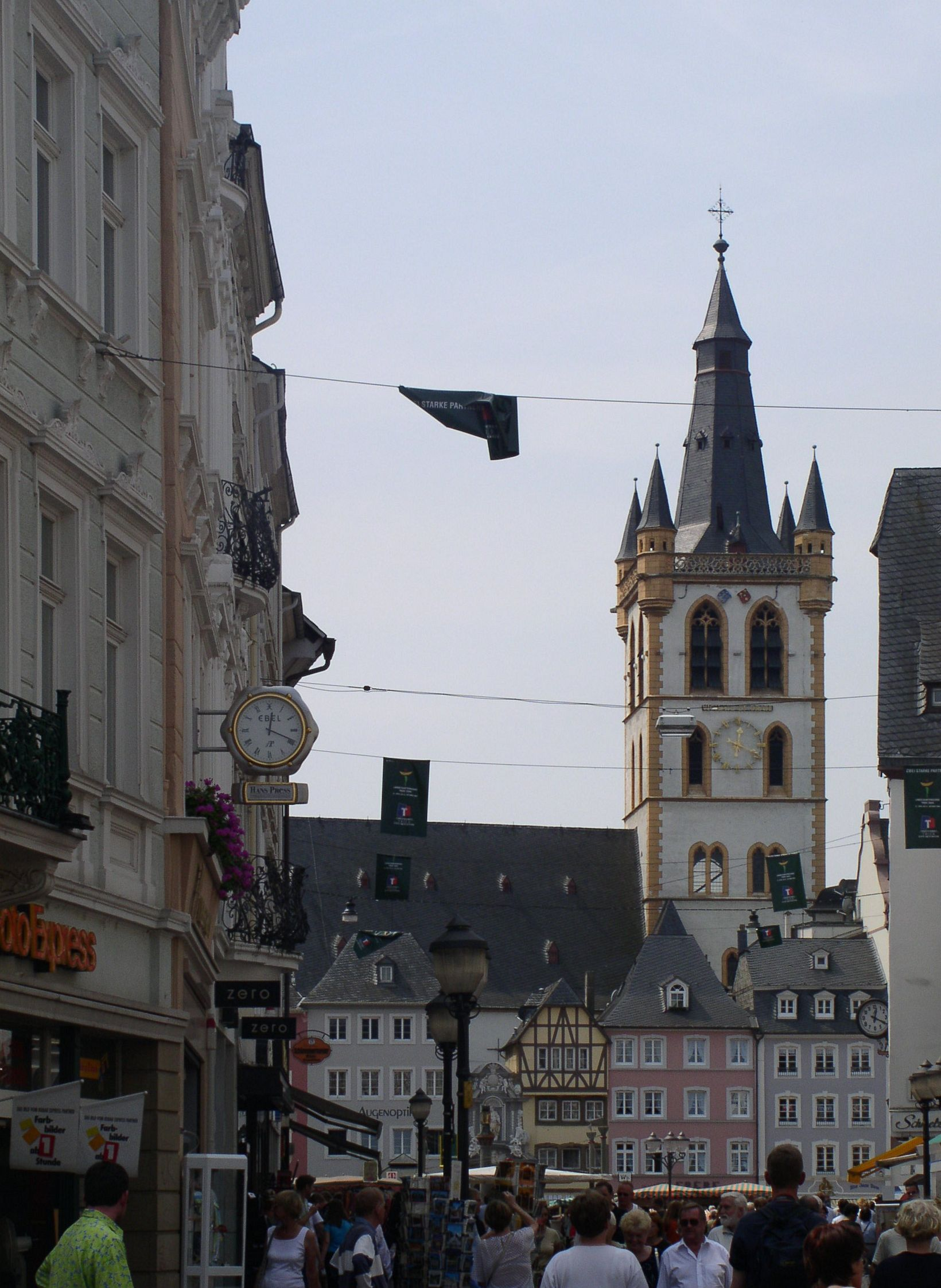
Церква св. Гангольфа
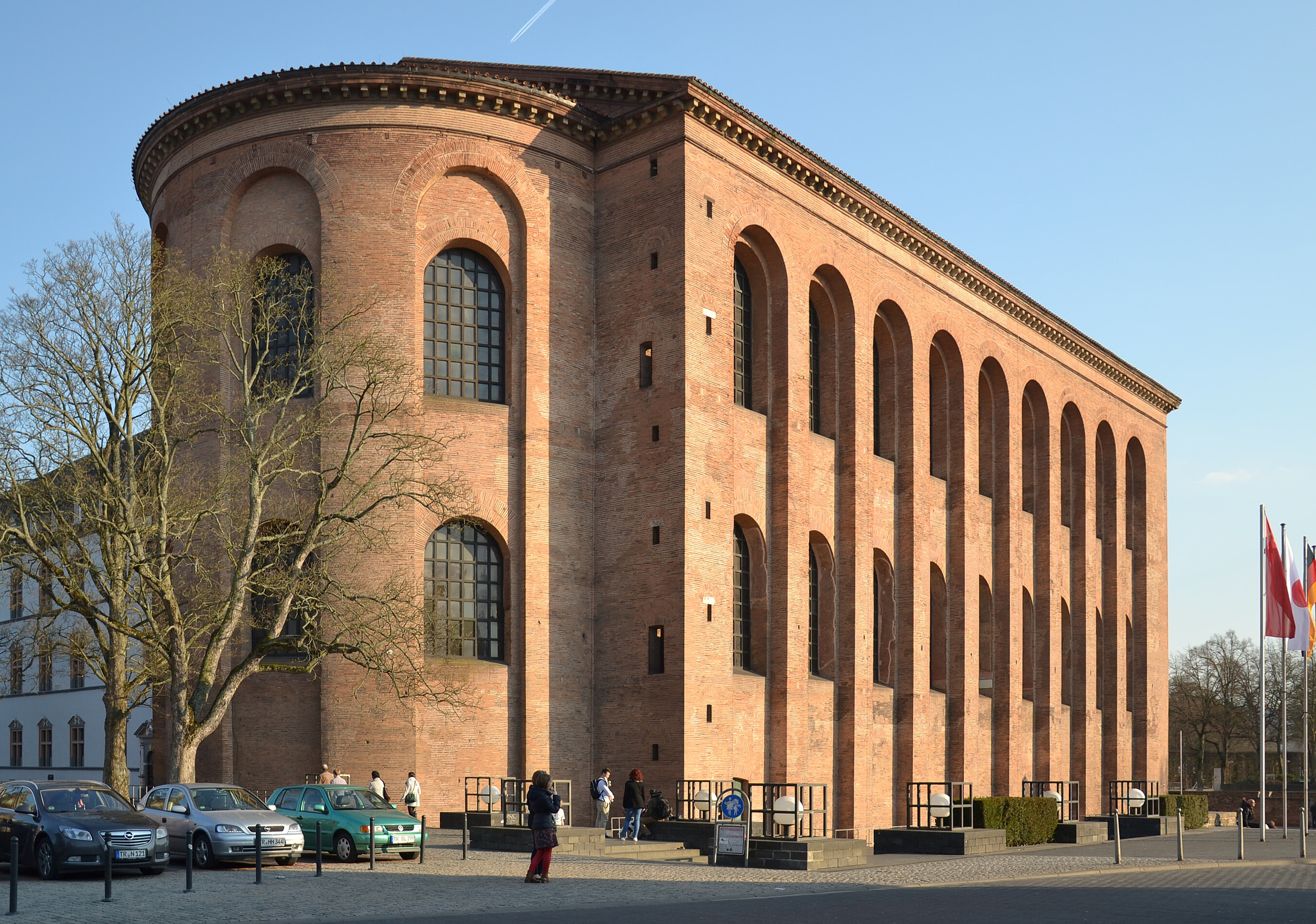
Базиліка Костянтина
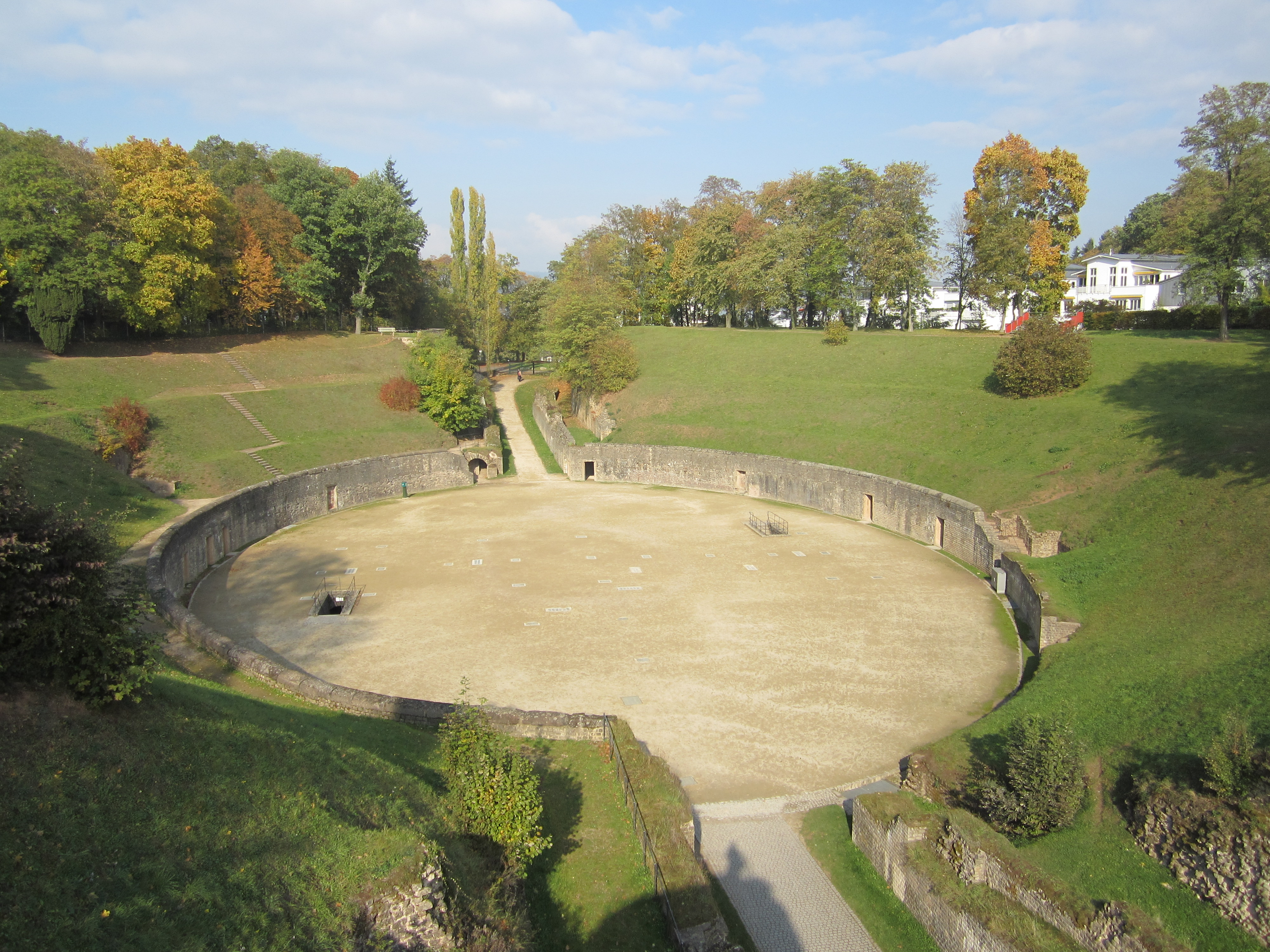
Римський амфітеатр
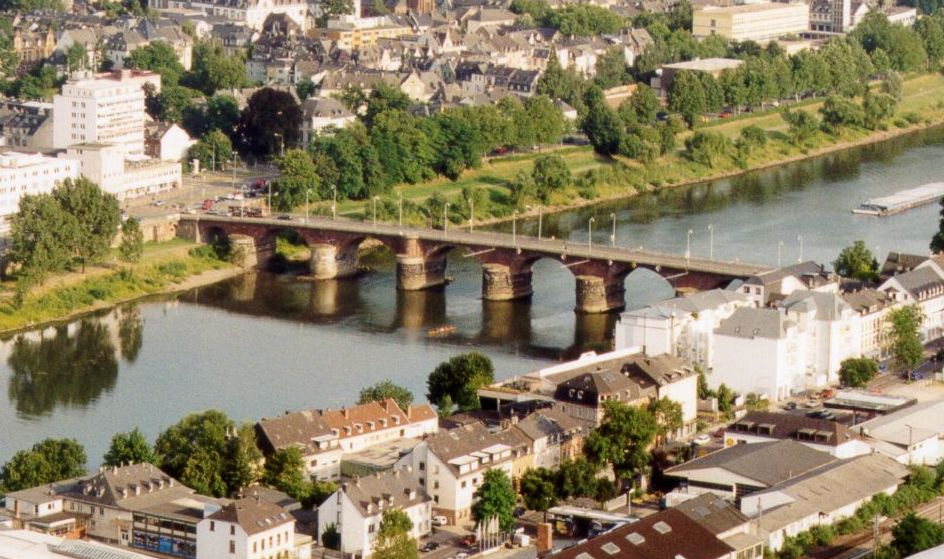
Римський міст